# ヨハン・ミヒャエル・バッハ

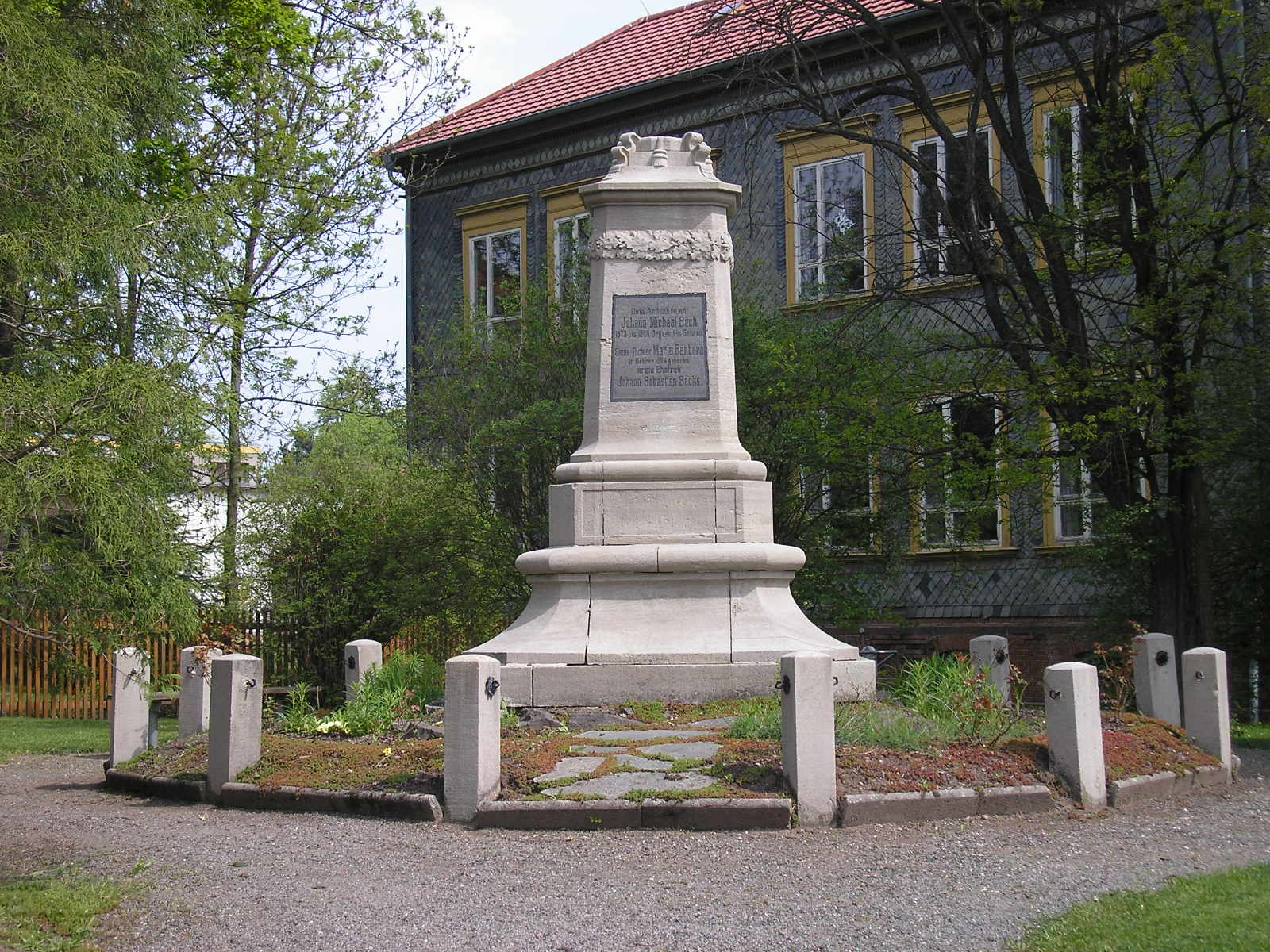
ゲーレンにあるヨハン・ミヒャエル・バッハの記念碑

ヨハン・ミヒャエル・バッハ（Johann Michael Bach, 1648年8月9日 - 1694年5月17日）はドイツ・バロック音楽の楽器製作者兼作曲家で、より有名なヨハン・クリストフ・バッハの兄弟である。ハインリヒ・バッハを父にアルンシュタットに生まれる。

1673年にゲーレン市の教会オルガニストや事務官となり、その地に終生住み続けた。作曲に加えて、チェンバロなどの楽器を製造した。
音楽一族バッハ家出身で、娘に著名な音楽家J・S・バッハの先妻マリア・バルバラがいる。J・S・バッハの祖父クリストフの兄弟がハインリヒなので、マリア・バルバラとJ・S・バッハは又いとこの関係になる。